# Max Werner
Max Werner (Hilversum, 29 december 1953 – 9 april 2024) was de zanger, drummer en percussionist van de band Kayak. Hij richtte de groep samen met pianist Ton Scherpenzeel, gitarist Johan Slager en drummer Pim Koopman op in 1972. In 1981 had hij een grote hit met Rain in May.

## Loopbaan
Werner kreeg zijn opleiding tot drummer aan de Muziekschool van Hilversum, onder andere van Willem Koopman, de vader van Pim. Scherpenzeel en Koopman waren er ook leerling.
Hij was tegen wil en dank zanger (en mellotronspeler) op de eerste vijf Kayak-albums; Kayak had immers al een drummer in Koopman. De band werd desondanks mede door zijn markante zangstem bekend. Hij voelde commerciële druk om zijn klachten over de zang niet al te veel naar buiten te brengen. Na het album Starlight Dancer maakte hij zijn ongenoegen bekender en hij stapte over op de drums; Edward Reekers werd de nieuwe zanger. Na het (voorlopig) opheffen van de groep werkte hij onder meer als gastmuzikant bij andere artiesten. Zo speelde hij mee op Land of Tá van Nadieh. Daarnaast werkte hij ook als postbode.
Na de comeback van Kayak in 1999 trad hij opnieuw aan als zanger voor het album Close to the Fire. Na de tournee in 2000 werd de samenwerking beëindigd.
Werner heeft solo vier albums opgenomen. Hij had (ook internationaal) een hit in 1981 met het nummer Rain in May (nr. 3 in Nederland en nr. 1 in Duitsland).
Ook nam hij samen met zijn oude Kayak-collega Johan Slager in 1981 deel aan de reünie van Ekseption. Hij speelde drum, percussie en marimba op het album Dance Macabre. Ook was hij in november 1993 lid van de band Ekseption bij de opnamen van twee livealbums die in 1994 verschenen, The Reunion en Best of Ekseption. Minder bekend is dat hij samen met Pim Roos, Marjolein Spijker, Marleen van den Broek, Jody Pijper, Sandra Reemer, Hans Vermeulen, Joni de Boer, Lisa Boray en Edward Reekers de stem is achter talloze jingles.
Max Werner verbleef zijn laatste levensjaren in het Rosa Spier Huis. Hij overleed op 9 april 2024 op 70-jarige leeftijd.

## Familie
Hij was zoon van pianiste-klavecimbelspeler Leonora Burbach en cellist Friedrich Max Werner (1928-2010). Vader soleerde bij en speelde in het Utrechts Stedelijk Orkest van Paul Hupperts, Het Brabants Orkest (viola da gamba) en Radio Kamer Orkest. In de jaren zestig van de 20e eeuw was hij medelid van het Gaudeamus Kwartet en Caecilia Consort. Leonora begeleidde hem en anderen in de kamermuziek. Opa Wilhelm Ludwig (Louis) Werner was eveneens cellist/viola da gamba in het Utrechtse orkest; oma Helena Stuiver was pianiste. Max Werner was getrouwd met Inge, die wel meewerkte aan zijn solonummers en -albums.

## Discografie

### Studioalbums met Kayak
(als zanger)
- See See the Sun (1973)
- Kayak (1974)
- Royal Bed Bouncer (1975)
- The Last Encore (1976)
- Starlight Dancer (1977)
- Close to the Fire (2000)

(als drummer)
- Phantom of the Night (1979)
- Periscope Life (1980)
- Merlin (1981)
- Eyewitness (1981) - livealbum

### Soloalbums
- Rainbow's End (1979)
- Seasons (1981)
- How Can It Be... Like This? (1988)
- Not the Opera (1995)

### Solosingles
- Rainbows End / Life's Serenity (1978)
- Rain in May / In the Winter (1981)
- Summer in the City / Under the Spell of Spring (1981)
- Like an Autumn-Leaf / Raincloud (1981)
- Stop and Start / Cosmic Winter (1982)
- Roadrunner / Rocky Road to Love (1983)
- Throw the Dice / If You Believe in Me (1984)
- Dim the Light / Challenge (1985)
- And the Rain / B-Side Song (1986)

### Studioalbums met Ekseption
- Dance Macabre (1981)

### NPO Radio 2 Top 2000
| Nummer met noteringen in de NPO Radio 2 Top 2000 | '00  | '01  | '02  |
| ------------------------------------------------ | ---- | ---- | ---- |
| Rain in May                                      | 1853 | 1776 | 1955 |

1. ↑  Een vetgedrukt getal geeft de hoogste notering aan.
2. ↑  2000 was het eerste jaar met een notering voor dit nummer.
3. ↑  Deze tabel is bijgewerkt tot en met de laatste editie (2024).

- Gemeinsame Normdatei: 1059653354
- International Standard Name Identifier: 0000 0001 3092 8844
- MusicBrainz: 725277db-3436-4ab7-b76d-d18e3385f634
- Istituto Centrale per il Catalogo Unico: DDSV088435
- Virtual International Authority File: 311416427
- WorldCat: E39PBJfH36TrKRxbmDHvgRXw4q